# Svart te
För det efterfermenterade te som i Kina kallas svart , se Svart te (Kina)

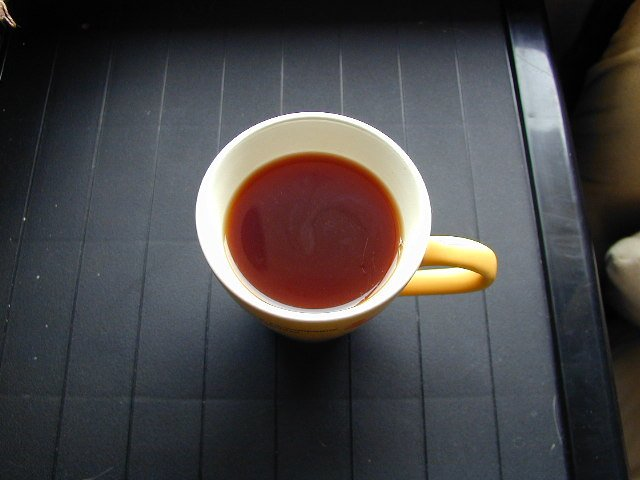
Svart te.

Svart te är en kategori av oxiderade teer. Det är den internationellt sett vanligaste typen och helt dominerande på världsmarknaden. I Kina, där svarta teer först framställdes, kallas de här teerna efter dryckens färg röda (红茶, hóng chá). Svart te (黑茶, hēi chá) syftar istället på en annan sorts te.

## Framställning
Efter plockning får bladen, som vanligen skärs eller krossas, oxidera, en process under vilken bladen tappar sin gröna färg och svartnar, varefter de torkas, sorteras och paketeras Svart te tappar inte smak vid lagring lika fort som grönt te, vilket kan vara en förklaring till dess dominerande ställning internationellt. Indien, Kina, Kenya och Sri Lanka är några av de största te producenterna i världen.
Innan den moderna processen med skärning eller krossning av bladen uppfunnits oxiderades hela teblad i en mer tidskrävande process. Dessa teer framställs fortfarande i Kina där de går under beteckningen "kung fu-teer" (inte att blandas ihop med tillagningssättet med samma namn). Ett sådant te är Lapsang souchong.

## Tillredning
Svart te säljs som löste eller, vanligare, som påste och tillagas genom att teet får dra i mycket hett vatten. Till skillnad från andra tesorter (grönt, oolong, etc), som vanligen görs med hela blad, skärs eller krossas vanligen tebladen som ska oxideras till svart te. Det underlättar oxidationsprocessen och gör också att svart te drar fortare och mer fullständigt än andra sorter. Svart te blir därför vanligen starkare än andra teer men kan som regel också bara dras en enda gång. Ju mer finkrossade bladen är, desto kortare tid krävs för att teet ska dra färdigt och tepåsar, som vanligen innehåller det mest finkrossade bladen, behöver därför kortare dragningstid än löste. Svart te dricks på olika sätt i olika länder med socker och/eller mjölk som de vanligaste tillsatserna.